# إدوارد باتلر
إدوارد باتلر (بالإنجليزية: Edward Butler)‏ (15 مارس 1851 في أستراليا - 5 يناير 1928) هو لاعب كريكت أسترالي. لعب مع فريق فكتوريا للكريكت.

## وصلات خارجية
- إدوارد باتلر على موقع إي آس بي آن كريك إنفو (الإنجليزية)